# Georgina Beyer
Georgina Beyer (Wellington, 1957 – 6 de março de 2023) foi uma política neozelandesa e primeira transexual do mundo a ser membro de um parlamento, eleita pelo Partido Trabalhista da Nova Zelândia. ocupando o cargo de 1999 a 2007. Começou a vida política em 1995, como prefeita de Carterton.